# Caroline-Louise de Hesse-Darmstadt
Caroline-Louise de Hesse-Darmstadt (après son mariage, Caroline-Louise de Bade), née le 11 juillet 1723 à Darmstadt et morte le 8 avril 1783 à Paris, est une margravine de Bade, artiste, collectionneuse et botaniste du XVIIIe siècle. 

## Biographie

### Famille

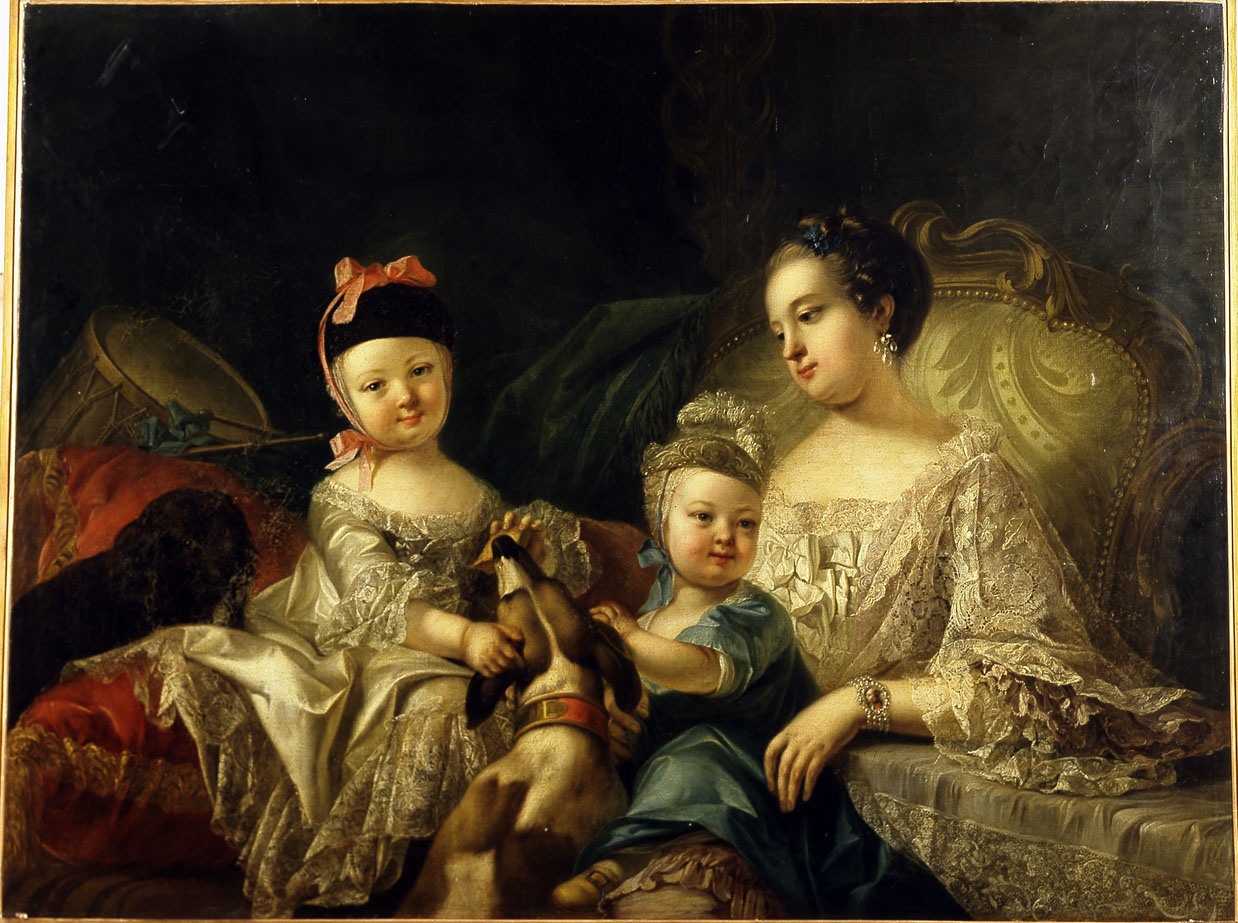
Joseph Melling, Caroline-Louise de Bade et ses fils aînés, 1757 (Karlsruhe, musée du pays de Bade).

Fille du landgrave Louis VIII de Hesse-Darmstadt et de Charlotte de Hanau-Lichtenberg, elle perd sa mère à l'âge de 5 ans et son père prend en charge son éducation en dépit d'un environnement financièrement modeste à Bouxwiller. Au nom de l'amitié entre les deux familles, elle épouse, le 28 janvier 1751, le margrave Charles-Frédéric de Bade-Durlach, plus tard électeur puis grand-duc de Bade. Le mariage est arrangé par les deux familles mais le couple s'entend bien.  Il a trois enfants : le prince héritier Charles-Louis (1755-1801), Frédéric (1756-1817) et Louis Ier de Bade (1763-1830), qui deviendra grand-duc de Bade.
Caroline-Louise de Bade meurt d’une attaque d’apoplexie en 1783, lors d’un voyage à Paris.

### Princesse éclairée
Caroline-Louise de Bade maîtrise le latin, l’italien et surtout le français, langue qu'elle emploie dans sa correspondance avec plus de 750 personnalités de son temps, dont madame Geoffrin et Voltaire qu'elle admire particulièrement. Elle doit à son goût pour les lettres, les sciences et les arts le surnom de « Minerve de Hesse », et reçoit à Karlsruhe les visites de Johann Gottfried von Herder, Johann Kaspar Lavater, Christoph Willibald Gluck et Christoph Martin Wieland. Voltaire,  la rencontre en août 1758 ; leur correspondance se poursuit jusqu’en 1766.
La botanique compte parmi les grandes passions de la margrave, qui constitue une importante collection de sciences naturelles. Le naturaliste suédois Carl von Linné nomme en son honneur Carolinea princeps L. f. (depuis renommée Pachyra aquatica) une variété d’arbre tropical découverte en Amérique du Sud. Elle prévoit d'ailleurs de publier une collection de plantes mais l'entreprise échoue faute de moyens financiers suffisant. Elle effectue des visites sur site également tel que le Riestergang à Sulzburg.

### Décoration du château de Karlsruhe
Le château de Karlsruhe, ville nouvelle fondée en 1715, est embelli sous le règne de Caroline-Louise et de son époux. Joseph Melling, ancien élève de François Boucher et Carle Van Loo et peintre attitré de la cour, décore à partir de 1751 la Marmorsaal (salle de marbre) du premier étage, dont le plafond était orné de divinités mythologiques. Ces aménagements ont disparu lors du bombardement du château, en 1944.

## Collections d’art

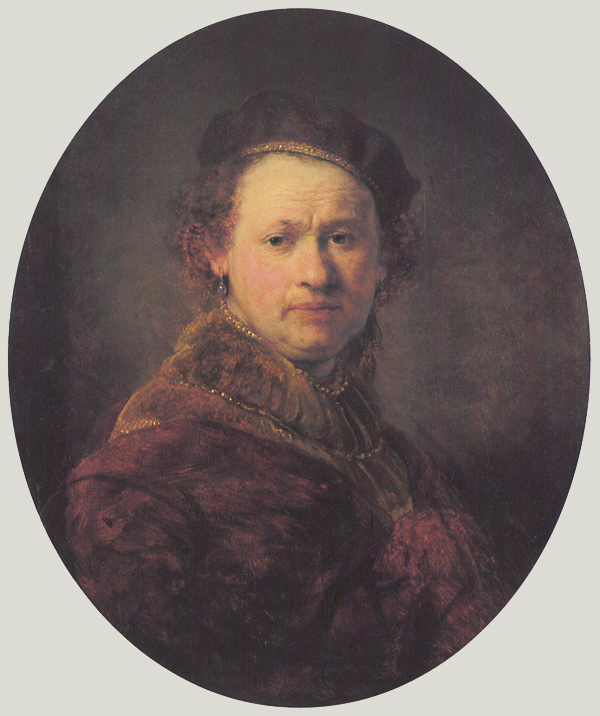
Rembrandt, Autoportrait au chapeau et au manteau rouge, vers 1645. Acquis par Caroline-Louise de Bade en 1761, lors de vente de la collection du comte de Vence.
(Karlsruhe, Staatliche Kunsthalle).

L’intérêt de Caroline-Louise de Bade pour l’art est antérieur à son mariage : elle rencontre dès 1745 le peintre et pastelliste suisse Jean-Étienne Liotard, dont elle devient l’élève et qui fait son portrait (il en existe deux versions, dont l’une se trouve aujourd’hui à la Staatliche Kunsthalle de Karlsruhe). Ses premières acquisitions remontent à l’année 1751, par l’intermédiaire d’un autre pastelliste, Jean-Baptiste Perronneau.
Les pratiques artistiques de Caroline-Louise de Bade, qui apprécie tout particulièrement la technique du pastel, sont à l’origine de la constitution de sa collection, au sujet de laquelle elle écrit, en 1762 : « Je considère mon cabinet [de peinture] comme un lettré sa bibliothèque, c’est-à-dire comme un moyen d’apprentissage seulement. » À partir de 1757, elle emprunte aux Électeurs palatins des tableaux flamands et hollandais, afin de les copier. Caroline-Louise réalise ses principales acquisitions à Paris entre 1759 et 1764, profitant habilement de la guerre de Sept Ans et de l’absence temporaire de certains collectionneurs importants sur le marché, comme le roi de Prusse Frédéric II. Si la peinture fine hollandaise a sa préférence, elle possédait cinq tableaux de Jean Siméon Chardin (dont quatre sont conservés au musée de Karlsruhe), des œuvres de François Boucher et de Nicolas de Largillierre, mais très peu de toiles allemandes ou italiennes. Pas moins de dix-sept tableaux provenant de l’ancienne collection du comte de Vence sont acquis pour elle en 1761, dont La Mort de Cléopâtre, de Caspar Netscher, et un Autoportrait de Rembrandt ayant appartenu à Hyacinthe Rigaud. Comme la plupart de ses contemporains, elle apprécie les œuvres de David Teniers le Jeune, Nicolaes Berchem, Gerrit Dou ou Gabriel Metsu. L’une de ses dernières acquisitions, en 1769, est l’Antiochus et Stratonice de Gérard de Lairesse, achetée à Jean-Henri Eberts, son intermédiaire habituel avec Jean-Georges Wille.
La plupart des quelque 200 tableaux formant le cabinet de peinture de Caroline-Louise de Bade sont aujourd’hui conservés à la Kunsthalle de Karlsruhe, où ils ont fait l’objet d’une grande exposition de juin à septembre 2015.